# Raymond Poidevin
Raymond Poidevin (* 19. Dezember 1928 in Bennwihr; † 24. Juni 2000 in Straßburg) war ein französischer Historiker. Poidevin beschäftigte sich mit der deutsch-französischen Geschichte des 18. und 19. Jahrhunderts und beeinflusste die Sichtweise auf diese Epoche in Frankreich maßgeblich.

## Leben und Werk
Poidevin stammt aus dem Elsass. Er studiert an der Sorbonne in Paris Geschichtswissenschaft und schließt das Studium 1969 mit dem Doctorat d’État ab. An der Universität Metz wirkt er von 1969 bis 1980 als Professor für Zeitgeschichte. Ab 1980 ist er Professor für Neueste Geschichte an der Universität Straßburg und Direktor des Forschungszentrums für die Geschichte der internationalen Beziehungen.
Poidevin Forschungsschwerpunkt lag auf dem Bereich der deutsch-französischen Geschichte. So verfasste er mit Jacques Bariety das Buch „Frankreich und Deutschland – Die Geschichte ihrer Beziehungen 1815-1975“. Poidevin publizierte über Paul von Hindenburg, Wilhelm II. und über die Ursprünge des Ersten Weltkrieges. Ein weiterer Schwerpunkt seiner Arbeit war das Wirken von Robert Schuman und die Geschichte des Elsass. Poidevin positionierte sich als Gegner der Deutschen Wiedervereinigung. Nach seinen Ausführungen wäre ein vereinigtes Deutschland eine „dritte Supermacht“, die den „europäischen Rahmen“ sprengen würde und unweigerlich zu einer Bedrohung Frankreichs würde.

## Kritik
In Deutschland wurden die Positionen Poidevins kontrovers beurteilt. Andreas Hillgruber kritisiert in der Einführung der deutschen Ausgabe von Poidevins Buch „Die unruhige Großmacht – Deutschland und die Welt im 20. Jahrhundert“, dass Poidevin als politischer Historiker argumentiert und grundsätzlich allen deutschen Akteuren ein nationalistisches Expansionsbedürfnis unterstellt. Poidevin würde in seinen Ausführungen einseitig und unter besonderer Berücksichtigung nationalstaatliche Interessen Frankreichs urteilen.

## Auszeichnungen
- Verdienstorden der Bundesrepublik Deutschland
- Officier des Palmes Académiques

## Veröffentlichungen (Auswahl)
- Robert Schumans Deutschland- und Europapolitik zwischen Tradition und Neuorientierung (= Schriften der Philosophischen Fachbereiche der Universität Augsburg. Bd. 3). Vögel, München 1976, ISBN 3-920896-26-2.
- mit Jacques Bariety: Frankreich und Deutschland. Die Geschichte ihrer Beziehungen 1815–1975. Beck, München 1982, ISBN 3-406-04124-8.
- Die unruhige Großmacht. Deutschland und die Welt im 20. Jahrhundert. Ploetz, Freiburg (Breisgau) u. a. 1985, ISBN 3-87640-251-4.
- als Herausgeber mit Rainer Hudemann: Die Saar 1945–1955. Ein Problem der europäischen Geschichte. = La Sarre 1945–1955. Un problème de l'histoire européenne. Oldenbourg, München 1992, ISBN 3-486-55914-1.

| Personendaten    | Personendaten            |
| ---------------- | ------------------------ |
| NAME             | Poidevin, Raymond        |
| KURZBESCHREIBUNG | französischer Historiker |
| GEBURTSDATUM     | 19. Dezember 1928        |
| GEBURTSORT       | Bennwihr                 |
| STERBEDATUM      | 24. Juni 2000            |
| STERBEORT        | Straßburg                |